# Parafia Matki Bożej Częstochowskiej w Pudliszkach
Parafia Matki Bożej Częstochowskiej w Pudliszkach – parafia rzymskokatolicka znajdująca się w archidiecezji poznańskiej w dekanacie krobskim.
Świątynię parafii stanowi kościół Matki Bożej Częstochowskiej.